# Andrea d'Ungheria (1210-1234)
Andrea d'Ungheria (in ungherese András; in ucraino Андрій Андрійович? (1210 – Halyč, gennaio 1234) fu principe di Galizia-Volinia tra il 1227 e il 1230 e tra il 1231 e il 1234 e principe di Zvenihorod nel 1226.

## Biografia

### Primi anni
Andrea era il figlio più giovane (il terzo) del re Andrea II d'Ungheria e di sua moglie, Gertrude di Merania. Secondo lo storico Gyula Kristó, il bambino nacque intorno al 1210. Mór Wertner colloca invece la sua data di nascita nel periodo compreso tra il 1210 e il 1212, ricordando che era ancora in tenera età quando sua madre fu assassinata nell'autunno del 1213. Il suo nome è menzionato per la prima volta in una lettera di papa Onorio III nel febbraio 1217. La nutrice del neonato Andrea fu una donna di nome Alice di origine francese, dama di compagnia della regina Iolanda di Courtenay, la seconda moglie di suo padre.
Il suo fidanzamento con Isabella, figlia di Leone II di Cilicia, fu deciso dai loro genitori durante il viaggio di ritorno del padre dalla Terra santa all'inizio del 1218. Andrea II e Leone I intendevano diventare coeredi al trono armeno (cilicio). Papa Onorio confermò l'approvazione al loro fidanzamento nel 1219. Tuttavia, questo fu poi rotto a favore di un matrimonio più vantaggioso tra Isabella e Filippo d'Antiochia per il suo sposo.
Dopo che suo fratello maggiore Colomanno fu catturato quando Mstislav Mstislavič e i suoi alleati cumani sconfissero gli ungheresi vicino a Halyč nell'agosto 1221, il re Andrea II avviò i negoziati con Mstislav e giunse a un compromesso alla fine del 1221 o all'inizio del 1222. Il re ungherese rinunciò alla Galizia e organizzò un'alleanza matrimoniale tra il figlio più giovane, Andrea, e la figlia di Mstislav, Elena (conosciuta come Maria in fonti rus') per garantire il rilascio di Colomanno. Quest'ultimo dovette inoltre abbandonare ogni pretesa sulla Galizia a favore del circa undicenne Andrea. Il loro padre cercò di ottenere un'esenzione papale da queste condizioni e chiese il trasferimento del titolo reale di Colomanno ad Andrea, ma papa Onorio rigettò la richiesta.

### Principe di Galizia
Dopo il 1222, Andrea scompare dai documenti contemporanei in Ungheria. Il suo ruolo successivo nella Galizia come sovrano fantoccio di suo padre è riferito soltanto dalla Cronaca di Galizia e Volinia. Pertanto, alcuni storici ungheresi hanno messo in dubbio la narrazione dell'opera realizzata in antico ruteno, considerando che il giovane Andrea morì al massimo nel 1224 e il suo fidanzamento con la figlia di Mstislav non si cristalizzò mai. Mór Wertner ha dimostrato che un atto emesso da Colomanno suggerisce implicitamente che Andrea fosse ancora vivo intorno al 1230 o 1231.

#### Primo regno
Danilo Romanovič, genero di Mstislav, si dimostrò particolarmente risentito dell'accordo tra il suo parente e gli ungheresi. Per questo, cercò di ottenere l'assistenza dai duchi della Polonia per rafforzare le sue aspirazioni al trono della Galizia. Dopo la battaglia del fiume Kalka (1223), l'influenza e l'autorità di Mstislav erano diminuite nella parte meridionale della Rus'. I boiardi filo-ungheresi chiesero un intervento militare magiaro contro Mstislav. Sotto costrizione, quest'ultimo fu costretto a cedere il potere al principe Andrea sulla città di Przemyśl nel 1224 o 1225. Andrea II lanciò una campagna contro Mstislav Mstislavič alla fine del 1226, in quanto il ruteno si era rifiutato di cedere la Galizia al figlio più giovane di Andrea nonostante il loro precedente compromesso. Gli ungheresi assediarono e catturarono Przemyśl, Terebovl e altre fortezze della regione. Tuttavia, dopo che Danilo e Vasilko Romanovič decisero di sostenere Mstislav, le sue truppe furono sbaragliate a Kremenec' e Zvenihorod, costringendolo a ritirarsi. Nonostante le sue vittorie, Mstislav cedette la Galizia al figlio omonimo di Andrea all'inizio del 1227, a seguito di negoziati diplomatici. Un importante boiardo filo-ungherese, Sudislav, fu posto a capo dell'amministrazione del principato locale per conto del giovane Andrea.
Sia Leszek il Bianco che Mstislav morirono nel 1228, lasciando Danilo ad affrontare il dominio ungherese solo in Galizia. Sudislav convinse Vladimiro IV Rurikovič, principe di Kiev e Michele Vsevolodovič, principe di Černihiv per riconoscere il governo di Andrea in Galizia–Volinia. Il suo regno doveva preparare l'incorporazione della Chiesa ortodossa della Galizia all'organizzazione ecclesiastica ungherese, ma non si presero provvedimenti in questa direzione a causa dell'instabilità politica.
Nel 1230, i fratelli Romanovič assunsero il controllo dell'intera Volinia. Consolidando il suo governo e le sue relazioni estere, Danilo lanciò una campagna militare contro il territorio di Andrea nel 1230 (la Cronaca di Galizia e Volinia colloca erroneamente messo l'anno dell'attacco al 1229). Assediando e catturando la capitale Halyč, Danilo conquistò la provincia nel marzo 1230. Andrea fu catturato e fatto prigioniero, ma Danilo lo lasciò presto andare e il giovane principe fuggì in Ungheria, accompagnato da Sudislav.
Qualche tempo prima del 1232, si scatenò una breve scaramuccia tra Andrea e Colomanno a causa dei loro interessi contrastanti verso la Galizia. Dopo il 1221, Colomanno non rinunciò mai alla sua pretesa sul principato e rimase per anni nella vicina Szepesség (oggi Spiš, in Slovacchia). Vi è soltanto una fonte coeva, risalente al 1232, che riferisce l'attacco di Colomanno nella regione. Il documento afferma che Andrea aveva colpito il «regno» di Colomanno guidato da falsi consiglieri. Resta tuttavia improbabile l'invasione della Slavonia da parte di Andrea, che Colomanno governò dopo il 1226, a causa della distanza geografica e della situazione costantemente difficile di Andrea in Galizia. Poiché la storica slovacca Nataša Procházková riteneva che Andrea avesse invaso le terre di Colomanno a Szepesség tra il 1222 e il 1226, e tra loro si verificò solo una breve scaramuccia. Lo storico Attila Zsoldos considerò lo scontro ebbe luogo nella prima metà del 1231, dopo che Andrea fu scacciato dalla Galizia. Zsoldos sostenne che la scaramuccia faceva parte di un conflitto più ampio tra Andrea II e i suoi figli maggiori, Béla e Colomanno, che si oppose fermamente alle sue riforme economiche e alla sua politica interna. Roberto, arcivescovo di Strigonio, mediò la pace nel conflitto dinastico.

#### Secondo regno
Solo una fazione più piccola dei boiardi locali ha sostenuto il regno di Danilo in Galizia, diverse cospirazioni e tentativi di omicidio ebbero luogo contro di lui entro un anno. Il fratello maggiore Béla decise di aiutare Andrea a riconquistare il suo trono. Attraversò i Carpazi e cinse d'assedio Halyč insieme ai suoi alleati cumani guidati da un certo Bortz nel 1230 (o, come indicato dalla Cronaca di Galizia e Volinia, nel 1229), ma non poté impadronirsi della città e ritirò le sue truppe. Il duca Andrea e Sudislav partirono di nuovo per l'Ungheria. Nella seconda metà del 1231, Andrea II e Béla invasero congiuntamente la capitale della regione per riportare il figlio più giovane, Andrea, sul trono della Galizia. L'esercito ungherese conquistò le fortezze di Yaroslavl (l'attuale Jarosław, in Polonia) e Halyč. Il comandante dell'esercito ungherese, un certo Martini, fu ucciso nel corso di tale conflitto. Andrea II concluse una pace con Danilo a Volodymyr (Vladimir); il giovane Andrea fu riportato al trono della Galizia.
(Cronaca di Galizia e Volinia)
Un numero significativo di forze militari ungheresi rimase in Rus' per sostenere e consolidare il governo instabile di Andrea. Questi plausibilmente formò un'alleanza con Michele Vsevolodovič di Černihiv per attaccare Vladimiro IV Rurikovič, ma quest'ultimo li mise in rotta a Beloberež'e, lungo il fiume Sluč nell'inverno del 1232-1233, secondo lo storico ucraino Mychajlo Hruševs'kyj. Successivamente, Vladimiro Rurikovič cinse d'assedio Halyč nella primavera del 1233. Andrea chiese rinforzi dall'Ungheria e un grande esercito guidato dal nobile Dionigi Türje arrivò nella provincia nell'autunno del 1233. Nonostante i conflitti interni con la chiesa, anche Andrea II si preparò alla partenza anche per la Galizia, ma dovette continuare i suoi negoziati che portarono al giuramento di Bereg. Tuttavia, i combattenti magiari furono sconfitti da Vladimiro Rurikovič e dai suoi alleati cumani guidati da Köten vicino a Peremil, in Volinia. Andrea perse completamente il sostegno dei boiardi. Approfittando della situazione, Danilo Romanovič conquistò tutta la Galizia-Volinia esclusa la capitale Halyč, permasta sotto il controllo ungherese. Durante le nove settimane di assedio, i difensori morirono di fame e gli scontri con Federico II di Babenberg lungo il confine con l'Austria impedirono ad Andrea II di inviare dei nuovi rinforzi. Secondo la Cronaca di Galizia e Volinia, il duca Andrea morì di fame all'inizio del 1234, ponendo fine al conflitto e alla serie di tentativi del re Andrea II di impadronirsi della Galizia-Volinia per la corona ungherese.

### Fonti primarie
- The Hypatian Codex II: The Galician-Volynian Chronicle, traduzione di George A. Perfecky, Wilhelm Fink Verlag, 1973, LCCN 72-79463.

### Fonti secondarie
- (EN) Martin Dimnik, The Dynasty of Chernigov, 1146-1246, Cambridge University Press, 2003, ISBN 978-0-521-03981-9.
- (HU) Géza Érszegi e László Solymosi, Az Árpádok királysága, 1000-1301 [La Monarchia degli Arpadi, 1000-1301], in László Solymosi, Magyarország történeti kronológiája, I: a kezdetektől 1526-ig [Cronologia Storica dell'Ungheria, Volume I: Dalle Origini al 1526], Akadémiai Kiadó, 1981,  pp. 79-187, ISBN 963-05-2661-1.
- (EN) Márta Font e Gábor Barabás, Coloman, King of Galicia and Duke of Slavonia (1208-1241): Medieval Central Europe and Hungarian Power, Amsterdam University Press, 2019, ISBN 978-164-1890-24-3.
- (EN) Márta Font, The Kings of the House of Árpád and the Rurikid Princes. Cooperation and conflict in medieval Hungary and Kievan Rus', collana Arpadiana VIII, Research Centre for the Humanities, 2021, ISBN 978-963-416-278-0.
- (HU) Gyula Kristó e Ferenc Makk, Az Árpád-ház uralkodói [Sovrani della casata degli Arpadi], I.P.C. Könyvek, 1996, ISBN 963-7930-97-3.
- (EN) Thomas C. Van Cleve, The Fifth Crusade, in Kenneth M. Setton, Robert Lee Wolff e Harry Hazard, A History of the Crusades, II: The Later Crusades, 1189-1311, The University of Wisconsin Press, 1969,  pp. 377-428, ISBN 0-299-04844-6.
- (HU) Mór Wertner, Az Árpádok családi története [Storia della Famiglia degli Arpadi], Szabó Ferencz N.-eleméri plébános & Pleitz Fer. Pál Könyvnyomdája, 1892.
- (HU) Attila Zsoldos, Az Aranybulla királya [Il Re della Bolla d'Oro], Városi Levéltár és Kutatóintézet, 2022, ISBN 978-963-8406-26-2.